# Loudet
Loudet är en kommun i departementet Haute-Garonne i regionen Occitanien i södra Frankrike. Kommunen ligger i kantonen Montréjeau som tillhör arrondissementet Saint-Gaudens. År 2022 hade Loudet 194 invånare.

## Befolkningsutveckling
Antalet invånare i kommunen Loudet
Referens:INSEE